# 神奈川県第11区
神奈川県第11区（かながわけんだいじゅういっく）は、日本の衆議院議員総選挙における選挙区。1994年（平成6年）の公職選挙法改正で設置。

## 区域
1994年（平成6年）公職選挙法改正以降の区域は以下のとおりである。
- 横須賀市
- 三浦市

## 歴史
中選挙区制時代は、全域が神奈川県第2区に属した。中選挙区制の時代から小泉純也、その長男の小泉純一郎、純一郎の二男の小泉進次郎と小泉家が圧倒的な地盤を形成し保守王国となっており、無風選挙となる傾向がある。
三浦半島の大部分を占めるこの地域は、1908年（明治41年）から長らく、小泉又次郎が地盤とした。又次郎が公職追放された1946年（昭和21年）からの数年間を経て、又次郎の女婿である小泉純也が地盤を受け継いだ。純也も当選を重ねたが、1969年（昭和44年）8月に急死した。同年12月に行われた衆議院総選挙には純也の長男・小泉純一郎が立候補するも落選。純一郎は1972年（昭和47年）に行われた衆議院総選挙で初当選して以後当選を重ね、小選挙区制となった1996年（平成8年）からも当選を続けた。2005年（平成17年）、内閣総理大臣であった純一郎の解散（郵政解散）によって行われた第44回衆議院議員総選挙では、最高得票で当選した。
2009年（平成21年）、純一郎が政界を引退。同年の第45回衆議院議員総選挙には、純一郎の二男・小泉進次郎が立候補して、当選した。また、民主党の横粂勝仁が比例復活した（この選挙区で落選した候補者が復活当選したのはこの1回のみ）。それ以降も進次郎が当選を続けているが、2014年（平成26年）には16万8000余票の全国最多得票を得た（得票率も全国最高の83.28%）。
小選挙区比例代表並立制が導入された当初は重複立候補を辞退した議員も多数存在したが、近年は安倍晋三や石破茂ですらも（総理在任時を除き）重複立候補を行っている中で、純一郎および進次郎は現職総裁および党の内規により重複立候補が出来ない73歳以上の候補者を除く自民党公認候補の中で唯一重複立候補を辞退し、公明党からの推薦も受けていない。
その影響もあって、当選挙区が設立されて以来、公認した党以外の政党から推薦を受けた候補が1人もいない。また、立候補した全員が重複立候補をしていないこともある。

## 小選挙区選出議員
| 選挙名                 | 年                 | 当選者     | 党派       |
| ---------------------- | ------------------ | ---------- | ---------- |
| 第41回衆議院議員総選挙 | 1996年（平成8年）  | 小泉純一郎 | 自由民主党 |
| 第42回衆議院議員総選挙 | 2000年（平成12年） | 小泉純一郎 | 自由民主党 |
| 第43回衆議院議員総選挙 | 2003年（平成15年） | 小泉純一郎 | 自由民主党 |
| 第44回衆議院議員総選挙 | 2005年（平成17年） | 小泉純一郎 | 自由民主党 |
| 第45回衆議院議員総選挙 | 2009年（平成21年） | 小泉進次郎 | 自由民主党 |
| 第46回衆議院議員総選挙 | 2012年（平成24年） | 小泉進次郎 | 自由民主党 |
| 第47回衆議院議員総選挙 | 2014年（平成26年） | 小泉進次郎 | 自由民主党 |
| 第48回衆議院議員総選挙 | 2017年（平成29年） | 小泉進次郎 | 自由民主党 |
| 第49回衆議院議員総選挙 | 2021年（令和3年）  | 小泉進次郎 | 自由民主党 |
| 第50回衆議院議員総選挙 | 2024年（令和6年）  | 小泉進次郎 | 自由民主党 |

## 選挙結果
時の内閣：第1次石破内閣 解散日：2024年10月9日 公示日：2024年10月15日
当日有権者数：36万3157人 最終投票率：51.79%（前回比：0.42%） （全国投票率：53.85%（2.08%））
| 当落 | 候補者名   | 年齢 | 所属党派   | 新旧 | 得票数    | 得票率 | 惜敗率 | 推薦・支持 | 重複 |
| ---- | ---------- | ---- | ---------- | ---- | --------- | ------ | ------ | ---------- | ---- |
| 当   | 小泉進次郎 | 43   | 自由民主党 | 前   | 129,779票 | 72.36% | ――     |            |      |
|      | 為壮稔     | 71   | 日本共産党 | 新   | 24,850票  | 13.86% | 19.15% |            |      |
|      | 初鹿野裕樹 | 47   | 参政党     | 新   | 24,718票  | 13.78% | 19.05% |            |      |

- 初鹿野は第27回参議院議員通常選挙に神奈川県選挙区から立候補し、当選。

時の内閣：第1次岸田内閣 解散日：2021年10月14日 公示日：2021年10月19日
当日有権者数：37万4938人 最終投票率：52.21%（前回比：0.10%） （全国投票率：55.93%（2.25%））
| 当落 | 候補者名   | 年齢 | 所属党派   | 新旧 | 得票数    | 得票率 | 惜敗率 | 推薦・支持 | 重複 |
| ---- | ---------- | ---- | ---------- | ---- | --------- | ------ | ------ | ---------- | ---- |
| 当   | 小泉進次郎 | 40   | 自由民主党 | 前   | 147,634票 | 79.17% | ――     |            |      |
|      | 林伸明     | 55   | 日本共産党 | 新   | 38,843票  | 20.83% | 26.31% |            |      |

- 真白は本名である「宇都宮優子」名義に変更した上で、大阪12区から立憲民主党公認で立候補したが落選。

時の内閣：第3次安倍第3次改造内閣 解散日：2017年9月28日 公示日：2017年10月10日
当日有権者数：38万6677人 最終投票率：52.11%（前回比：2.39%） （全国投票率：53.68%（1.02%））
| 当落 | 候補者名   | 年齢 | 所属党派                   | 新旧 | 得票数    | 得票率 | 惜敗率 | 推薦・支持 | 重複 |
| ---- | ---------- | ---- | -------------------------- | ---- | --------- | ------ | ------ | ---------- | ---- |
| 当   | 小泉進次郎 | 36   | 自由民主党                 | 前   | 154,761票 | 78.02% | ――     |            |      |
|      | 瀬戸和弘   | 65   | 日本共産党                 | 新   | 21,874票  | 11.03% | 14.13% |            |      |
|      | 真白リョウ | 41   | 希望の党                   | 新   | 18,583票  | 9.37%  | 12.01% |            | ○    |
|      | 圷孝行     | 67   | 労働の解放をめざす労働者党 | 新   | 3,133票   | 1.58%  | 2.02%  |            |      |

- 真白は自由党公認で大阪12区から立候補を予定していたが希望の党への入党後、当選挙区に国替えとなった。

時の内閣：第2次安倍改造内閣 解散日：2014年11月21日 公示日：2014年12月2日
当日有権者数：38万4363人 最終投票率：54.5%（前回比：6.69%） （全国投票率：52.66%（6.66%））
| 当落 | 候補者名   | 年齢 | 所属党派   | 新旧 | 得票数    | 得票率 | 惜敗率 | 推薦・支持 | 重複 |
| ---- | ---------- | ---- | ---------- | ---- | --------- | ------ | ------ | ---------- | ---- |
| 当   | 小泉進次郎 | 33   | 自由民主党 | 前   | 168,953票 | 83.28% | ――     |            |      |
|      | 瀬戸和弘   | 62   | 日本共産党 | 新   | 33,930票  | 16.72% | 20.08% |            |      |

時の内閣：野田第3次改造内閣 解散日：2012年11月16日 公示日：2012年12月4日
当日有権者数：38万9013人 最終投票率：61.19% （全国投票率：59.32%（9.96%））
| 当落 | 候補者名   | 年齢 | 所属党派   | 新旧 | 得票数    | 得票率 | 惜敗率 | 推薦・支持 | 重複 |
| ---- | ---------- | ---- | ---------- | ---- | --------- | ------ | ------ | ---------- | ---- |
| 当   | 小泉進次郎 | 31   | 自由民主党 | 前   | 184,360票 | 79.86% | ――     |            |      |
|      | 林公太郎   | 30   | 民主党     | 新   | 25,134票  | 10.89% | 13.63% |            | ○    |
|      | 斉田道夫   | 64   | 日本共産党 | 新   | 17,740票  | 7.68%  | 9.62%  |            |      |
|      | 森本敏秀   | 64   | 無所属     | 新   | 2,131票   | 0.92%  | 1.16%  |            | ×    |
|      | 岩田吉喜   | 54   | 無所属     | 新   | 1,489票   | 0.64%  | 0.81%  |            | ×    |

- 横粂は東京18区から無所属で立候補したが落選。

時の内閣：麻生内閣 解散日：2009年7月21日 公示日：2009年8月18日 （全国投票率：69.28%（1.77%））
| 当落 | 候補者名   | 年齢 | 所属党派   | 新旧 | 得票数    | 得票率 | 惜敗率 | 推薦・支持 | 重複 |
| ---- | ---------- | ---- | ---------- | ---- | --------- | ------ | ------ | ---------- | ---- |
| 当   | 小泉進次郎 | 28   | 自由民主党 | 新   | 150,893票 | 57.09% | ――     |            |      |
| 比当 | 横粂勝仁   | 27   | 民主党     | 新   | 96,631票  | 36.56% | 64.04% |            | ○    |
|      | 伊東正子   | 68   | 日本共産党 | 新   | 12,601票  | 4.77%  | 8.35%  |            |      |
|      | 鶴川晃久   | 35   | 幸福実現党 | 新   | 2,375票   | 0.90%  | 1.57%  |            |      |
|      | 岩田吉喜   | 50   | 無所属     | 新   | 1,830票   | 0.69%  | 1.21%  |            | ×    |

時の内閣：第2次小泉改造内閣 解散日：2005年8月8日 公示日：2005年8月30日 （全国投票率：67.51%（7.65%））
| 当落 | 候補者名   | 年齢 | 所属党派   | 新旧 | 得票数    | 得票率 | 惜敗率 | 推薦・支持 | 重複 |
| ---- | ---------- | ---- | ---------- | ---- | --------- | ------ | ------ | ---------- | ---- |
| 当   | 小泉純一郎 | 63   | 自由民主党 | 前   | 197,037票 | 73.16% | ――     |            |      |
|      | 斎藤勁     | 60   | 民主党     | 新   | 50,551票  | 18.77% | 25.66% |            | ○    |
|      | 瀬戸和弘   | 53   | 日本共産党 | 新   | 11,377票  | 4.22%  | 5.77%  |            |      |
|      | 天木直人   | 58   | 無所属     | 新   | 7,475票   | 2.78%  | 3.79%  |            | ×    |
|      | 羽柴秀吉   | 55   | 無所属     | 新   | 2,874票   | 1.07%  | 1.46%  |            | ×    |

- 斎藤は、第21回参議院議員通常選挙に立候補するが落選。第45回では比例南関東ブロックより当選。

時の内閣：第1次小泉第2次改造内閣 解散日：2003年10月10日 公示日：2003年10月28日 （全国投票率：59.86%（2.63%））
| 当落 | 候補者名   | 年齢 | 所属党派   | 新旧 | 得票数    | 得票率 | 惜敗率 | 推薦・支持 | 重複 |
| ---- | ---------- | ---- | ---------- | ---- | --------- | ------ | ------ | ---------- | ---- |
| 当   | 小泉純一郎 | 61   | 自由民主党 | 前   | 174,374票 | 74.42% | ――     |            |      |
|      | 沢木優輔   | 46   | 民主党     | 新   | 46,290票  | 19.76% | 26.55% |            | ○    |
|      | 瀬戸和弘   | 51   | 日本共産党 | 新   | 13,632票  | 5.82%  | 7.82%  |            |      |

時の内閣：第1次森内閣 解散日：2000年6月2日 公示日：2000年6月13日 （全国投票率：62.49%（2.84%））
| 当落 | 候補者名   | 年齢 | 所属党派   | 新旧 | 得票数    | 得票率 | 惜敗率 | 推薦・支持 | 重複 |
| ---- | ---------- | ---- | ---------- | ---- | --------- | ------ | ------ | ---------- | ---- |
| 当   | 小泉純一郎 | 58   | 自由民主党 | 前   | 157,335票 | 69.03% | ――     |            |      |
|      | 沢木優輔   | 42   | 民主党     | 新   | 42,707票  | 18.74% | 27.14% |            | ○    |
|      | 小泉安司   | 63   | 日本共産党 | 新   | 27,890票  | 12.24% | 17.73% |            |      |

時の内閣：第1次橋本内閣 解散日：1996年9月27日 公示日：1996年10月8日 （全国投票率：59.65%（8.11%））
| 当落 | 候補者名   | 年齢 | 所属党派   | 新旧 | 得票数    | 得票率 | 惜敗率 | 推薦・支持 | 重複 |
| ---- | ---------- | ---- | ---------- | ---- | --------- | ------ | ------ | ---------- | ---- |
| 当   | 小泉純一郎 | 54   | 自由民主党 | 前   | 118,955票 | 58.16% | ――     |            |      |
|      | 宮地忠継   | 53   | 新進党     | 新   | 53,523票  | 26.17% | 44.99% |            |      |
|      | 吉田光孝   | 55   | 日本共産党 | 新   | 27,518票  | 13.45% | 23.13% |            |      |
|      | 秦誠一     | 45   | 自由連合   | 新   | 4,552票   | 2.23%  | 3.83%  |            |      |